# Cozzo del Pellegrino
Cozzo del Pellegrino este o arie protejată (arie specială de conservare — SAC, sit de importanță comunitară — SCI) din Italia întinsă pe o suprafață de 53 ha, integral pe uscat.

## Localizare
Centrul sitului Cozzo del Pellegrino este situat la coordonatele 39°44′38″N 16°01′03″E / 39.743889°N 16.0175°E.

## Înființare
Situl Cozzo del Pellegrino a fost declarat sit de importanță comunitară în septembrie 1995 pentru a proteja 1 specie de plante și 2 specii de animale. Situl a fost protejat și ca arie specială de conservare în iunie 2017.

## Biodiversitate
Situată în ecoregiunea mediteraneană, aria protejată conține 5 habitate naturale: Lespezi calcaroase, Pajiști uscate seminaturale și facies de acoperire cu tufișuri pe substraturi calcaroase (Festuco-Brometalia) (* situri importante pentru orhidee), Pajiști alpine și subalpine calcaroase, Pante stâncoase calcaroase cu vegetație casmofită, Păduri de fag din Apenini cu Abies alba și păduri de fag cu Abies nebrodensis.
La baza desemnării sitului se află mai multe specii protejate:
- plante (1): Buxbaumia viridis
- mamifere (1): lupul (Canis lupus)
- nevertebrate (1): Rosalia alpina

Pe lângă speciile protejate, pe teritoriul sitului au mai fost identificate 11 specii de plante, 1 specie de mamifere, 3 specii de nevertebrate.